# Willie T. McArthur Farm
Az eredeti kétszobás parasztházat 1893-ban Willie T. McArthur építtette egy 71 hektáros ingatlanon, amelyet ő és egy nagybátyja vásároltak abban az évben. 1900-ban épült egy Queen Anne stílusú ház is, amely az eredeti házat konyhával és étkezővel egészítette ki. Willie az egyik legnagyobb farmot működtette Montgomeryben, mindemellett még három helyi bank elnöke is volt. A farm dohányt és gyapotot termesztett és 1900-ra számos épületet foglalt magában, kantint, egy iskolát, egy gyapotmagtalanító gépet, egy terpentin lepárlót és bérlői parasztházakat. Willie fiai, James (1919-2002) és Donald (1929-2012) sertést és szarvasmarhát neveltek, valamint kukoricát, földimogyorót és pekándiót termesztettek a dohány és a gyapot mellett.
Található itt még egy bolt, egy négyládás gabonafelvonó, egy 1965 körül betonból épített disznószülő ház, valamint egy 1980 körül épült pekándió-válogató istálló is.

## Fordítás
Ez a szócikk részben vagy egészben  a   Willie T. McArthur Farm című angol Wikipédia-szócikk ezen változatának fordításán alapul.  Az eredeti cikk szerkesztőit annak laptörténete sorolja fel. Ez a jelzés csupán a megfogalmazás eredetét és a szerzői jogokat jelzi, nem szolgál a cikkben szereplő információk forrásmegjelöléseként.